# Axe de rotation
En physique, l'axe de rotation est une ligne droite, théorique ou réelle, autour de laquelle tourne une surface ou un volume.
Un axe de rotation possède une position et une orientation spatiale qui peuvent être ou non fixes.
Élément fondamental de l'analyse du mouvement de rotation, la position de l'axe de rotation permet notamment de déterminer la position angulaire, la vitesse tangentielle et le moment d'inertie d'une particule donnée. 

## Types d'axes

### Axe fixe

À gauche, l'axe de rotation - la tige - se trouve au centre du cylindre homogène et donc en son centre de masse. À droite, l'axe de rotation ne se situe pas au centre de masse du cylindre.

Pour être qualifié de fixe, un axe de rotation doit demeurer stable par rapport au corps qui tourne autour de lui. De plus, sa direction doit également rester fixe, selon un référentiel d'inertie, au cours de la rotation. L'étude du mouvement de rotation autour d'un axe fixe se fait généralement pour un corps rigide, défini comme étant un objet dont l'arrangement des particules qui le constituent demeure constant, ce qui se traduit par des dimensions et une forme qui sont stables. 
Si l'axe est fixe en direction et en position, l'objet subit un mouvement de rotation pure. 

## Dynamique de rotation

### Théorème des axes parallèles
Lorsqu'on désire déterminer le moment d'inertie {\displaystyle I} d'un corps en rotation et que l'axe de rotation de ce corps ne se situe pas en son centre de masse (CM), l'utilisation du théorème des axes parallèles permet de déterminer la relation suivante :
où {\displaystyle M} est la masse du corps et {\displaystyle h} la distance perpendiculaire séparant le centre de masse de l'objet de l'axe de rotation.

## Exemples

### Axe de la Terre
Ératosthène (v. 276 - v. 194 av. J.-C.) fut le premier à démontrer l'inclinaison de l'écliptique sur l'équateur terrestre.
L'inclinaison de l'axe de rotation de la Terre par rapport à une perpendiculaire au plan d'écliptique, varie dans le temps. Actuellement[Quand ?], on parle généralement d'une inclinaison de 23°27', voire « proche » de 23°.

### Plan incliné

Une sphère dévalant un plan incliné.

Un corps homogène, comme une sphère ou un cylindre, descendant le long d'un plan incliné possède un axe fixe passant en son centre de masse. Cependant, il ne décrit pas un mouvement de rotation pur car son axe de rotation n'est pas fixe en position : il demeure continuellement au centre du corps et suit donc son parcours.